# Live (Marius-Müller-Westernhagen-Album)
Live ist das erste Livealbum von Marius Müller-Westernhagen. Es wurde am 28. September 1990 bei WEA Records veröffentlicht.

## Hintergrund
Westernhagen und seine Band absolvierten im November und Dezember 1989 vor rund 500.000 Zuschauern die Tournee zum Album Halleluja.
Der Auftritt am 20. Dezember 1989 in der Dortmunder Westfalenhalle vor 20.000 Zuschauern wurde für das Album mitgeschnitten. Danny Dawson, René Tinner und Marius Müller-Westernhagen mischten die Aufnahmen im Can-Studio in Weilerswist ab, ohne für die Nachbearbeitung Overdubs zu verwenden.
Die im Oktober 1990 ausgekoppelte Single Freiheit gilt neben Wind of Change von den Scorpions als eine der Hymnen der deutschen Wiedervereinigung.

## Titelliste

### Disk 1
| #  | Titel                              | Länge |
| -- | ---------------------------------- | ----- |
| 1. | Halleluja (Intro)                  | 1:10  |
| 2. | Fertig                             | 3:18  |
| 3. | Weißt du, dass ich glücklich bin   | 7:32  |
| 4. | Nur ein Traum                      | 3:56  |
| 5. | Keine Zeit                         | 4:40  |
| 6. | Lieben werd' ich dich nie          | 8:11  |
| 7. | Ladykiller                         | 3:55  |
| 8. | Halleluja                          | 5:04  |
| 9. | Mit Pfefferminz bin ich dein Prinz | 6:29  |

### Disk 2
| #  | Titel            | Länge |
| -- | ---------------- | ----- |
| 1. | Lieb' mich       | 5:15  |
| 2. | Ganz und gar     | 4:59  |
| 3. | Sexy             | 6:15  |
| 4. | Nimm mich mit    | 8:20  |
| 5. | Dicke            | 4:14  |
| 6. | Lass uns leben   | 5:13  |
| 7. | Geiler is' schon | 2:31  |
| 8. | Freiheit         | 2:48  |
| 9. | Johnny W.        | 5:33  |

## Rezeption
Die Westfälische Rundschau berichtete über die Tournee. Die auf dem Album eingefangene Musik biete „Rock ohne Schnörkel und Texte, die aus dem Bauch kommen“. Auch das österreichische Magazin Wiener berichtete von der Tournee: „Wechselbäder mit butterweichen Balladen und einer Kreissägenstimme, die sich ihren Weg in das Hirn der Zuhörer bahnt“.

## Kommerzieller Erfolg

### Chartplatzierungen
| ChartsChartplatzierungen | Höchstplatzierung | Wochen |
| ------------------------ | ----------------- | ------ |
| Deutschland (GfK)        | 1 (66 Wo.)        | 66     |

| ChartsJahrescharts (1990) | Platzierung |
| ------------------------- | ----------- |
| Deutschland (GfK)         | 63          |

| ChartsJahrescharts (1991) | Platzierung |
| ------------------------- | ----------- |
| Deutschland (GfK)         | 10          |

### Auszeichnungen für Musikverkäufe
Beim deutschen Bundesverband Musikindustrie wurde 1996 die dritte Platinschallplatte für mehr als 1,5 Millionen verkaufte Tonträger zertifiziert.
| Land/Region        | Auszeichnungen für Musikverkäufe (Land/Region, Auszeichnung, Verkäufe) | Verkäufe    |
| ------------------ | ---------------------------------------------------------------------- | ----------- |
| Deutschland (BVMI) | 3× Platin                                                              | 1.500.000   |
| Europa (IFPI)      | Platin                                                                 | (1.000.000) |
| Insgesamt          | 4× Platin ·                                                            | 1.500.000   |